# Colpotrochia feroza
Colpotrochia feroza är en stekelart som beskrevs av Ian D. Gauld och Sithole 2002. Colpotrochia feroza ingår i släktet Colpotrochia och familjen brokparasitsteklar. Inga underarter finns listade i Catalogue of Life.